# Stojan Romanski

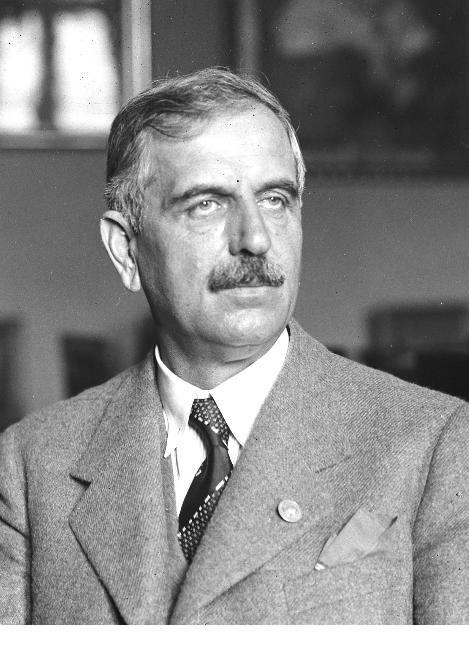
Stojan Romanski, 1934

Stojan Marinow Romanski (bulgarisch Стоян Романски; * 8. März 1882 in Orchanie; † 26. Februar 1959 in Sofia) war ein bulgarischer Philologe und Ethnograph.

## Leben
Romanski absolvierte ein Studium der Slawistik an der Universität Sofia. In Leipzig vertiefte er seine Studien. Ab 1909 war er zunächst als Dozent und dann als Professor an der Sofioter Universität tätig. Er war Mitglied der Bulgarischen Akademie der Wissenschaften.
In seinen wissenschaftlichen Arbeiten befasste er sich mit der Balkanistik. Schwerpunkte waren die bulgarische Sprachwissenschaft sowie die bulgarische und slawische Ethnografie. Die Arbeit am Wörterbuch der bulgarischen Literatursprache der Gegenwart erfolgte unter seiner Leitung. Romanski wurde mit dem Dimitrow-Preis ausgezeichnet.

## Werke (Auswahl)
- Lehnwörter lateinischen Ursprungs im Bulgarischen, (deutsch, 1909)
- Orthographisches Wörterbuch der bulgarischen Literatursprache, 1933
- Wörterbuch der bulgarischen Literatursprache der Gegenwart, 1955, 1957, 1959